# Open NAND Flash Interface Working Group
Open NAND Flash Interface Working Group (amb acrònim ONFI o ONFi ) és un consorci de companyies tecnològiques que treballen en el desenvolupament d'estàndards oberts per a memòries flaix NAND i dispositius que es comuniquen amb elles. La creació de l'ONFi va ser anunciada durant el Intel developer forum el març del 2006. Els membres fabricants tals com Hynix, Intel, Micron Technology, Phison, SanDisk, Sony i Spansion.

## Especificacions
| Versió | Data | Característiques |
| ------ | ---- | --- |
| 1.0    | 2006 | - Descriu interfície física (pinout). - Especifica comandes de lectura, escriptura i esborrat. - Detecció i correcció d'errors opcional (ECC). - Velocitat de 50 MB/s. |
| 2.0    | 2008 | - Millora de velocitat fins a 133 MB/s. |
| 2.1    | 2009 | - Millora de velocitat fins a 166 i 200 MB/s |
| 2.2    | 2009 | - Millora del procés d'esborrat de pàgina. |
| 2.3    | 2011 | - Millora de Detecció i correcció d'errors opcional (ECC). |
| 3.0    | 2011 | - Millora de velocitat fins a 400 MB/s. - Millores EZ-NAND : detecció i correcció d'errors                                                                             |
| 3.2    | 2013 | - Millora de velocitat de NV-DDR2 I/O fins a 533 MT/s. - Introdueix els encapsulats BGA-316 i BGA-272.                                                                 |
| JEDEC  | 2014 | - suporta SDR assíncrones, DDR síncrones i intercanvi de dispositius DDR NAND flash.                                                                                   |
| 4.0    | 2014 | - Introdueix la interfície NV-DDR3 amb VccQ = 1.2V - Augmenta les velocitats NV-DDR2 i NV-DDR3 I/O a 667 MT/s i 800 MT/s.                                              |